# Snooker
 (novembre 2020).
Le snooker est une des variantes du billard. Il se joue à deux ou en équipes de deux sur une grande table (de dimensions 3,90 m par 2,05 m) avec une « bille de choc » (blanche) et des « billes objets » : quinze rouges valant un point chacune et six couleurs : une jaune, une verte, une brune, une bleue, une rose et une noire, valant respectivement de deux à sept points.
Seule la bille blanche peut être directement frappée par le joueur à l'aide d'une queue de billard. Le but du jeu est de marquer des points avec les billes rouges et colorées en les propulsant, à l’aide de la bille blanche, dans les six poches disposées autour de la table aux quatre coins et au milieu des longs côtés. Les billes colorées ne peuvent être empochées qu'après une rouge mais sont replacées sur la table tant que toutes les billes rouges ne sont pas empochées. Le snooker a aussi pour but de provoquer des fautes de jeu chez l’adversaire (qui rapportent de quatre à sept points), notamment en rendant les billes objets difficilement atteignables par un « snooker » (une bille à ne pas toucher faisant écran entre la/les billes à jouer et la blanche). Lorsque la dernière bille rouge est empochée, une bille de couleur au choix peut être jouée pour une dernière fois. Les 6 billes de couleur restant sur la table sont ensuite empochées par valeur croissante. Le vainqueur est le joueur ou l’équipe qui a obtenu le plus de points à la fin de la partie. Le score maximum est de 147 points (quinze rouges suivies de quinze noires puis les billes de couleur restantes). Des breaks de plus de 147 points sont possibles dans une situation de bille libre (free ball en anglais). Cela a été fait une seule fois en compétition officielle, quand Jamie Burnett a fait un break de 148 pendant les qualifications du championnat du Royaume-Uni 2004. Par ailleurs, le score maximal (avec une bille libre) peut être de 155 points, ce qui n'a jamais été réalisé en compétition officielle.
Chaque année, la saison professionnelle de snooker est clôturée par le prestigieux championnat du monde. En 2024, c'est le joueur anglais Kyren Wilson qui a glané le titre. Chez les dames, c'est la chinoise Bai Yulu qui est sacrée championne du monde.

## Histoire

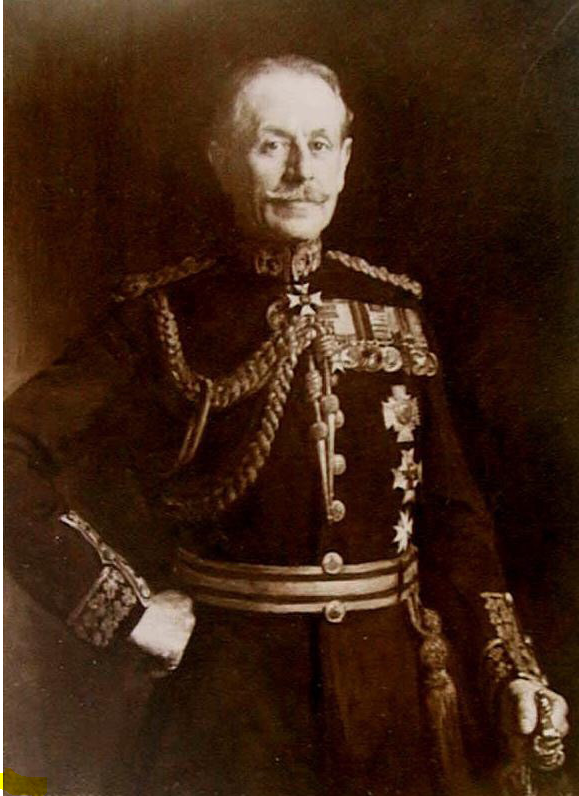
Francis Fitzgerald Neville Chamberlain ; le « grand-père » du snooker.

### Création du jeu

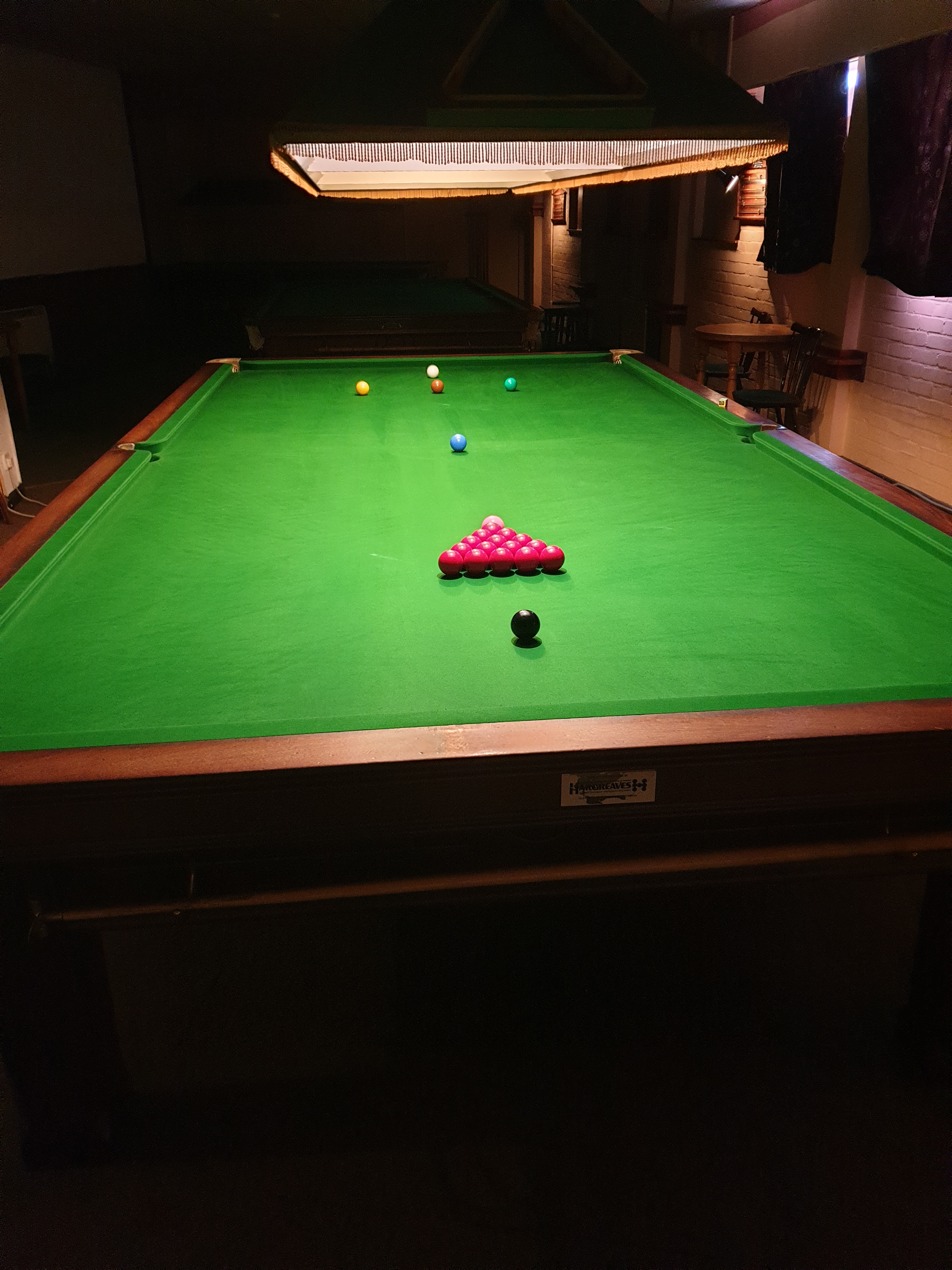
Table de snooker.

Vers la fin du XIXe siècle, le billard qui remonte au XVe siècle, était populaire parmi les officiers britanniques stationnés en Inde. Celui-ci connut de nombreuses variantes. Selon l'histoire la plus communément admise, en 1875 le colonel Francis Fitzgerald Neville Chamberlain – homonyme du futur Premier ministre – fut à l'origine de l'invention du jeu de snooker, alors qu'il cantonnait en Inde, à Jabalpur : il suggéra au mess des officiers d'ajouter des billes colorées au billard traditionnel, qui comprenait 15 billes rouges et une noire. Dans un premier temps furent rajoutées la bille jaune, verte et rose ; les billes marron et bleue apparurent vers 1880. 
« Snooker » (idiot, facile à piéger) est le sobriquet attribué dans l'armée à une recrue d'un an (on dirait un « bleu » en France). Il fut utilisé dans l'armée pour désigner les nouveaux adeptes de ce jeu et s'étendit au jeu lui-même. Dix ans plus tard, en 1885, à l'occasion d'un voyage en Inde du champion britannique de billard John Roberts, Chamberlain lui présenta ses innovations et introduisit par son biais la pratique du snooker en Angleterre.

### Premières compétitions
En 1916, le tout premier tournoi de snooker a été mis en place ; il s'agissait d'un championnat d'Angleterre pour les amateurs. En 1927, la légende du snooker, Joe Davis introduit un championnat du monde professionnel. C'est d'ailleurs Davis lui-même qui remporte la compétition. Dans les années 1930, la discipline devient très populaire, à tel point que le snooker devient le billard le plus pratiqué au monde.

### Championnat du monde
Comme dit ci-dessus, le premier championnat du monde professionnel fut organisé et remporté en 1927 par Joe Davis. Il gagna un prix de 6 £ 10 shillings (équivalent à environ 300 € en 2004), et remporta par la suite chaque championnat du monde jusqu'en 1946.
Le snooker subit un déclin dans les années 1950 et années 1960, à tel point qu'aucun tournoi n'eut lieu entre 1958 et 1963. En 1969 cependant, la BBC eut l'idée d'un tournoi de snooker pour lancer ses nouveaux programmes en couleur. Ce fut le départ du Pot Black dont le succès dépassa largement les prévisions.
Quelques années plus tard, le championnat du monde fut retransmis à la télévision et le snooker devint un sport professionnel. Le classement mondial fut introduit en 1977. L'argent investit le jeu et une nouvelle sorte de joueur émergea, personnifiée par Steve Davis, jeune, sérieux et consacré. Le premier break maximum télévisé fut effectué par lui-même en 1982. Les joueurs les plus fameux devinrent millionnaires en livres sterling. Il y eut même une chanson pop comique sur le snooker : Snooker Loopy par Chas & Dave.
Le sommet de cet âge d'or fut peut-être le championnat du monde de 1985, lorsque plus de 18 millions de téléspectateurs, un tiers de la population du Royaume-Uni, regardèrent Dennis Taylor emporter la coupe après un combat mémorable contre Steve Davis qui se termina bien après minuit. Dennis Taylor l'emporta 18 frames à 17.
Depuis, le championnat du monde reste le tournoi phare du snooker. Dans les années 1990, la rivalité entre Stephen Hendry et Jimmy White est retranscrite lors du mondial. Cette rivalité atteint des sommets lors de la finale de 1994. Après déjà cinq échecs en finale de la compétition, Jimmy White parvient pour la première fois de sa carrière à jouer une manche décisive dans une finale de mondial. Dans la belle, White sent bien son heure arriver pour devenir champion, mais, alors qu'il est à 37 points, il manque une bille noire, avant de voir Hendry fermer la table et mettre définitivement fin à son rêve.
À partir des années 2000, les victoires au championnat du monde ont été beaucoup plus équilibrées, avec onze vainqueurs différents en vingt ans. Parmi eux, on peut noter Ronnie O'Sullivan, John Higgins, Mark Williams, Mark Selby, Judd Trump, Neil Robertson, ou encore Peter Ebdon. Notons également que Selby, Williams, O'Sullivan et Higgins sont les seuls à avoir triomphé trois fois depuis le début du siècle.
Parmi les joueurs qui se sont distingués lors du championnat du monde, on peut citer par ordre chronologique :
- Joe Davis (Angleterre) : il l'a gagné quinze fois consécutives de 1927 à 1946.
- Horace Lindrum (Australie) : le premier non britannique à avoir remporté le championnat du monde (en 1952).
- John Pulman (Angleterre) : vainqueur cinq fois consécutives de 1964 à 1968.
- Ray Reardon (Pays de Galles) : six fois vainqueur dans les années 1970.
- Steve Davis (Angleterre) : six fois vainqueur dans les années 1980.
- Alex Higgins (Irlande du Nord) : vainqueur du championnat du monde en 1972 et 1982.
- Dennis Taylor (Irlande du Nord) : vainqueur du championnat du monde en 1985, et aussi connu pour faire du spectacle.
- Stephen Hendry (Écosse) : sept fois vainqueur dans les années 1990.
- Jimmy White (Angleterre) : l'« éternel second » ; au début des années 1990, il a été six fois finaliste du championnat du monde sans jamais le remporter.
- Ronnie O'Sullivan (Angleterre) : vainqueur en 2001, 2004, 2008, 2012, 2013, 2020 et 2022. Il est le détenteur du plus rapide break maximum télévisé en seulement 5 minutes et 20 secondes, contre Mick Price en 1997.

Le snooker étant né dans une colonie anglaise, il est très répandu au Royaume-Uni, ce qui fait que la plupart des meilleurs joueurs mondiaux sont d'origine britannique.
En 2020, Brian Ochoiski devient le premier joueur français à participer aux qualifications du championnat du monde. La saison suivante, il devient également le premier Français à jouer sur le Main Tour.

Schéma de la structure de l'association.

### Structures
La World Professional Billiards and Snooker Association (WPBSA), fondée en 1968 comme une association de joueurs de billard professionnels, est la structure officielle pour le jeu professionnel. Sa filiale, World Snooker Tour, organise les tournois professionnels. L'organisation est établie à Bristol, Angleterre. La WPBSA est affiliée à la Confédération mondiale de billard.
Le jeu amateur est régi par la Fédération internationale de billard et de snooker (International Billiards and Snooker Federation (IBSF)).
En Chine, c'est la Chinese Billiards and Snooker Association (CBSA), qui régit le snooker. Chaque année, l'association sélectionne deux joueurs chinois qui deviennent ainsi professionnels.
L'Europe a elle aussi son association (l'EBSA), qui permet quant à elle à six joueurs de devenir professionnels chaque année : le vainqueur du championnat d'Europe, le vainqueur de l'épreuve des moins de  21 ans et les vainqueurs et finalistes de l'Open de la WSF, en senior et en junior.

### Popularité actuelle

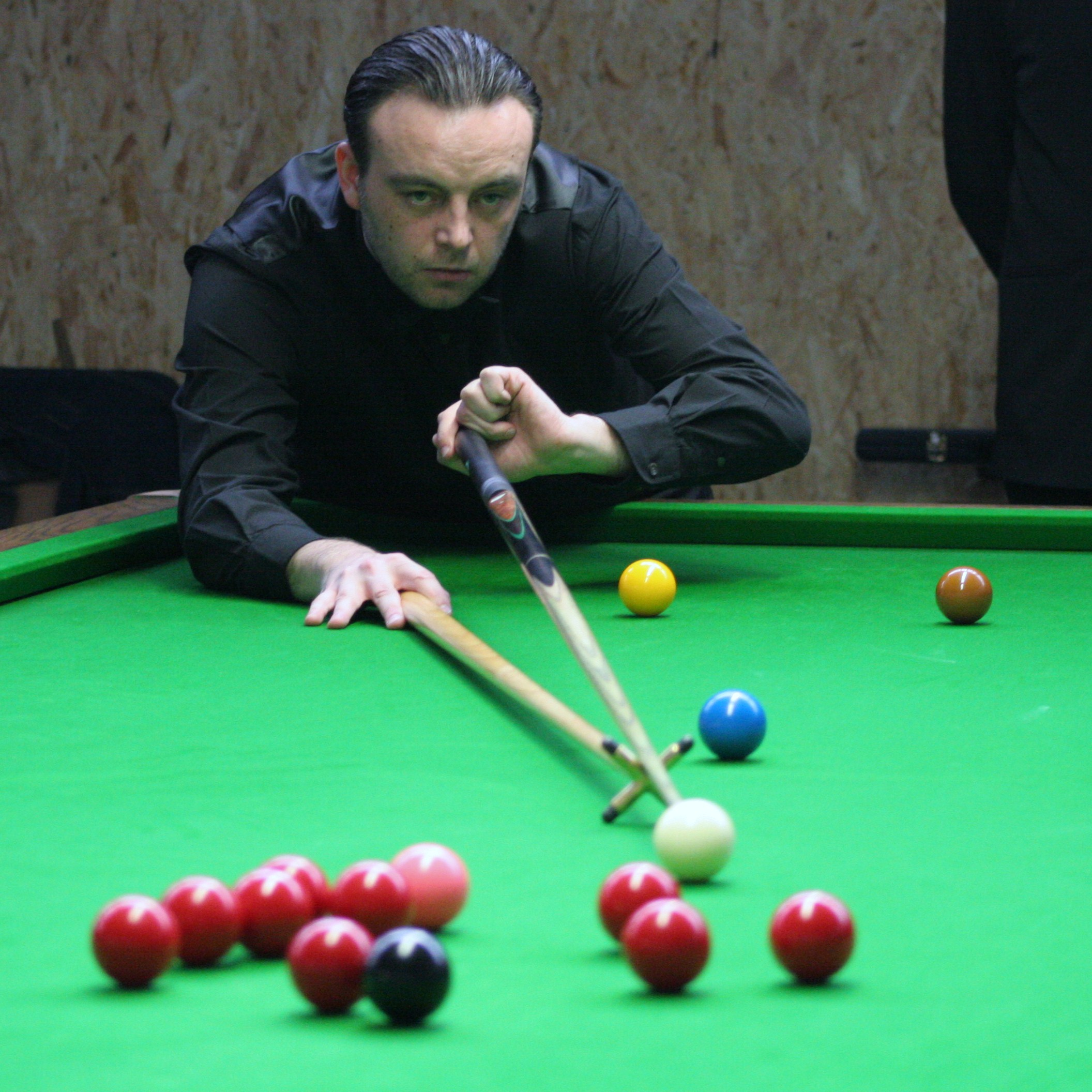
Yannick Poulain, le premier joueur français professionnel

Devenu très populaire au Royaume-Uni, en Irlande, au Canada, en Australie, à Malte et en Inde, le snooker est apprécié en Belgique depuis les années 1980, époque où la télédistribution par câble permit de suivre les championnats diffusés par la BBC. Un grand intérêt pour ce jeu est né en Extrême-Orient avec l'entrée, dans les classements, de joueurs venant de Chine ou de Thaïlande. Ainsi, le Chinois Ding Junhui est considéré comme la nouvelle star montante du snooker, il est le plus jeune joueur de l'histoire à avoir remporté trois tournois de classement. Le premier joueur français à passer professionnel fut Yannick Poulain en 2004. Depuis, d'autres régions du monde se sont ouvertes au jeu, comme l'Afrique du Nord qui a vu le Marocain Amine Amiri devenir professionnel en 2019. D'ailleurs, en mars 2021, la fédération internationale organise le Masters de Turquie, tournoi comptant pour le classement mondial et doté à 500 000 £.
En 2020, le snooker a une audience télévisuelle de 500 millions de personnes à travers le monde selon le président de la WPBSA Barry Hearn.

## Matériel

### Table de jeu
Le snooker est joué sur une table de 11 pieds et 8,5 pouces de long sur 5 pieds 10 pouces de large, soit des dimensions de jeu (entre les bandes) de 3,569 m sur 1,778 m. Sa hauteur mesurée au-dessus des bandes est comprise entre 851 mm et 876 mm. La table possède six poches, une à chaque coin et une au milieu de chaque longueur.

#### Structure de la table
La planéité de la table est due à sa structure : huit pieds soutiennent des plaques d'ardoise placées côte-à-côte et serrées les unes contre les autres. Leur épaisseur est d'environ 5 cm. Un drap est tendu dessus. Les bandes et les poches sont ensuite fixées à la table.
Une table de snooker pèse environ 1 200 kg. Une table de snooker coûte très cher mais il est toujours possible de jouer au snooker sur une table de billard de dimensions standard de 2,10 m (7 pieds).

#### Lignes etmouches
Une ligne droite appelée ligne de baulk (ou baulk line) et un demi-cercle appelé D sont tracés sur la table (voir schéma ci-dessous avec le placement des billes).
Les mouches (en anglais : spots) sont des repères discrets qui permettent de localiser l'endroit où les billes de couleur sont placées en début de partie. Les mouches servent aussi en cours de partie, lorsque des billes de couleur doivent être replacées sur la table après avoir été empochées. Ces mouches sont au nombre de six : les mouches de la jaune et de la verte sont situés dans les coins droit et gauche du D (vu depuis la bande inférieure) ; les mouches des billes marron, bleue, rose, et noire se répartissent sur la ligne longitudinale centrale de la table (voir le code sportif du snooker ainsi que le placement initial des billes).

### Billes
Les billes ont un diamètre de 52,5 mm et doivent avoir la même masse. Elles sont plus petites que les billes utilisées pour le billard français (61,5 mm) ou américain (57,2 mm), mais plus grosses que les billes utilisées à la Blackball (50,8 mm pour les billes de couleur et 48 mm pour la blanche).
Le snooker compte quinze billes rouges qui sont disposées en triangle au début de la partie, entre la bille rose et la bille noire. Les billes de couleur, au nombre de six (jaune, verte, marron, bleue, rose et noire) sont quant à elles disposées sur leur mouche respective (voir ci-dessus). Au lancement de la partie, la bille blanche doit être placée à l'intérieur du D.

### Queueetreposoirs

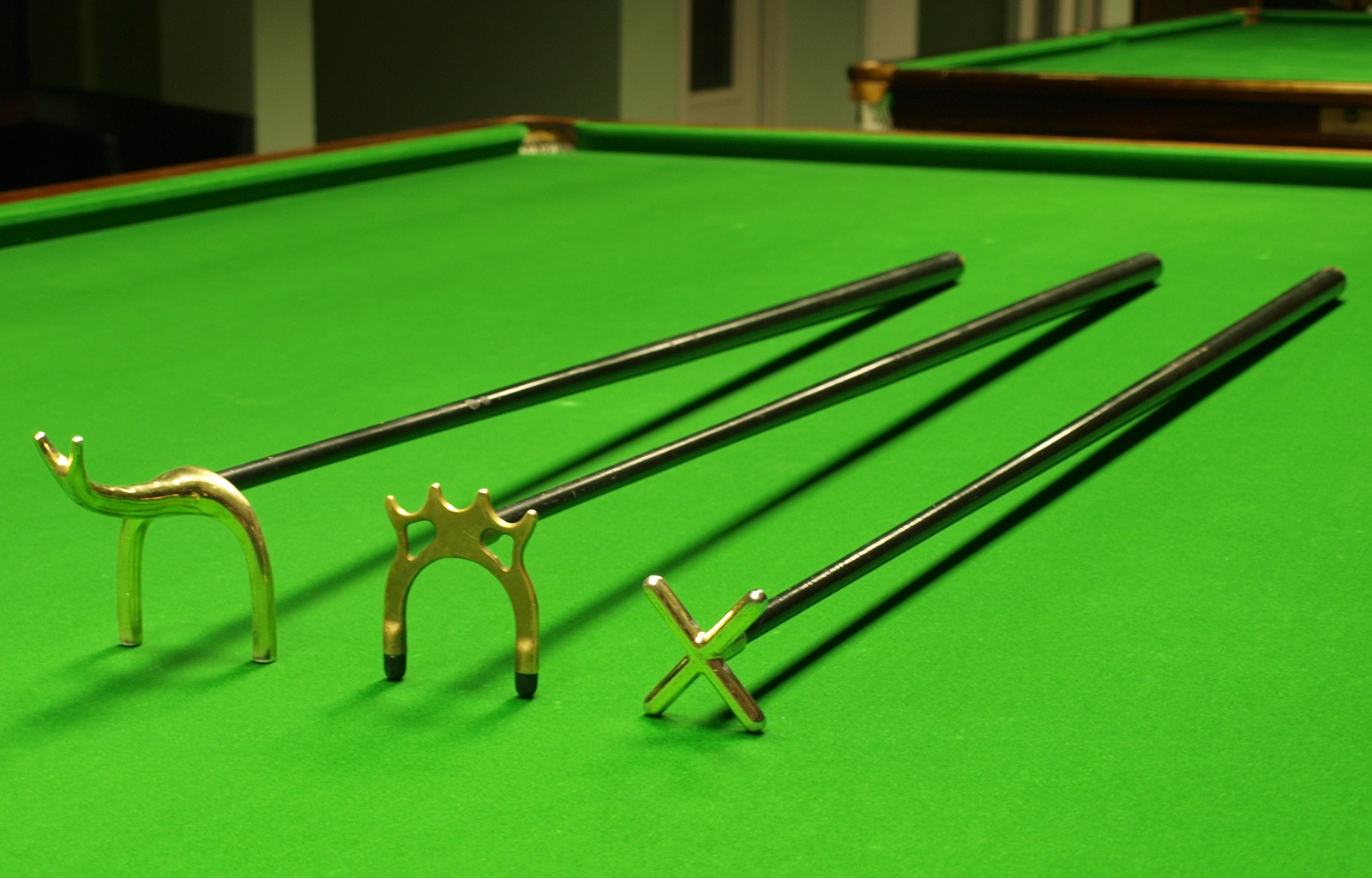
Différents types de reposoirs

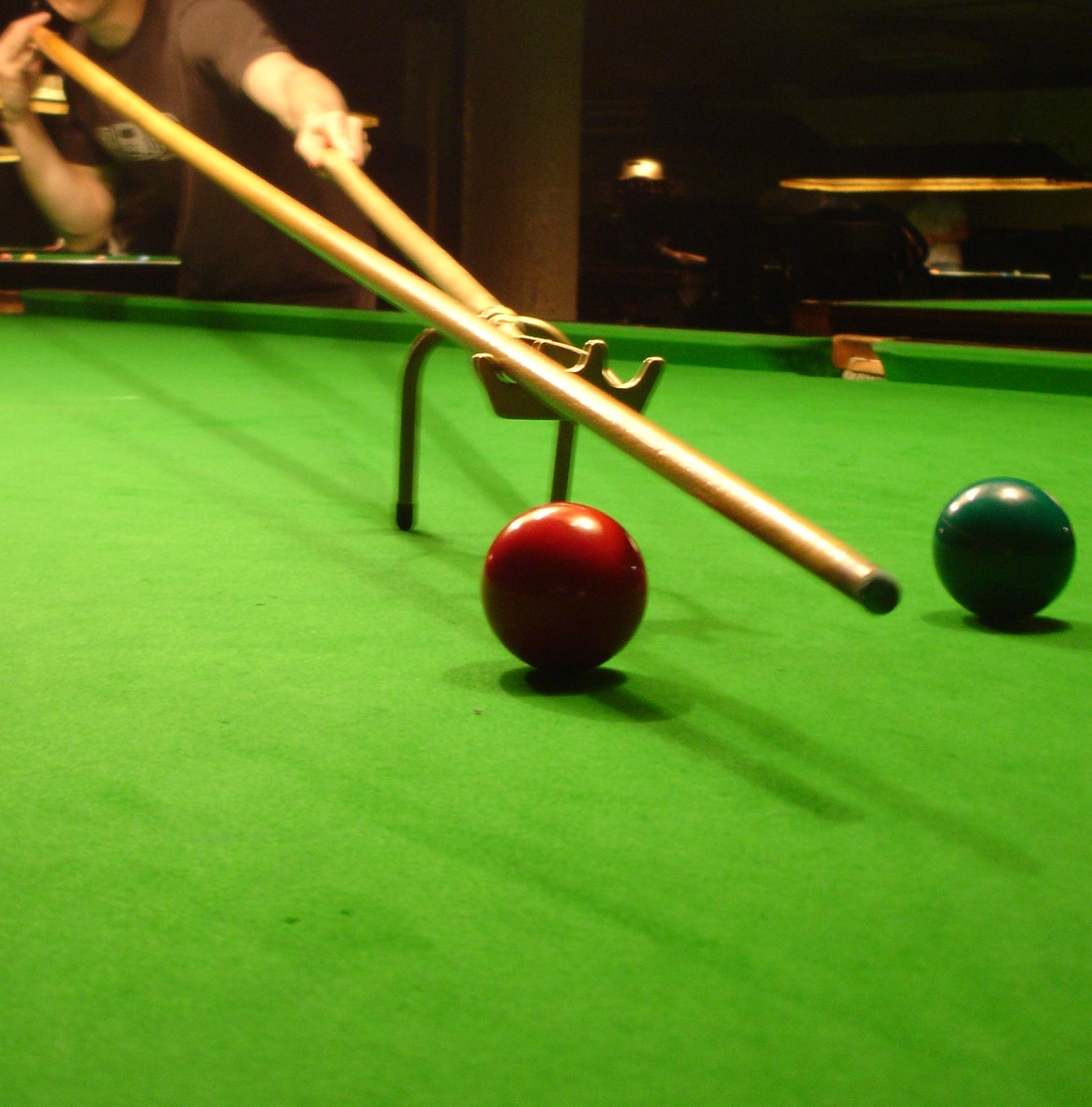
Reposoir araignée, permettant de surélever la queue.

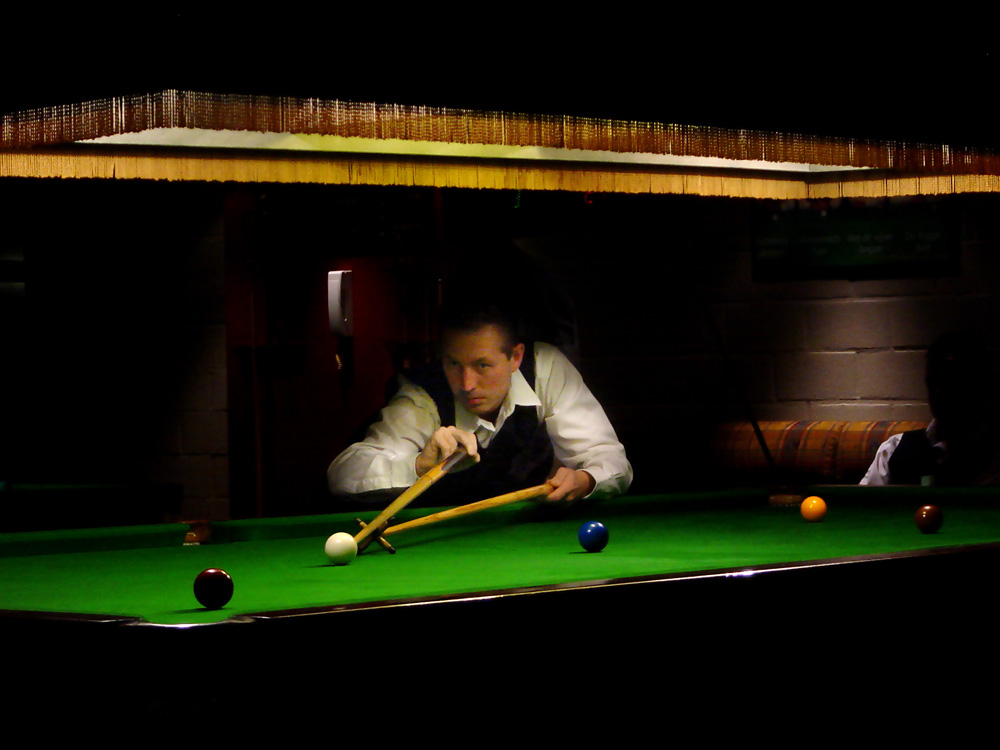
Joueur utilisant le croisillon.

Une queue de snooker a la même structure que toute queue de billard, elle se compose d'un fût, d'une flèche, d'une virole et d'un procédé. Toutefois, elle ne possède pas de talon contrairement aux queues de billard américain, afin qu'on puisse y visser des extensions. 
De plus, bien que ce soit à l'appréciation des joueurs, les queues de snooker sont réputées pour avoir un diamètre plus important que les queues de Blackball. Ainsi, un joueur de pool anglais privilégie un matériel plus fin, entre 8 et 9 mm, alors qu'un joueur de snooker préfère jouer avec une queue de diamètre plus important, souvent supérieur à 9 mm. Cela a un lien avec le poids des billes qui est plus important au snooker qu'en Blackball. Par ailleurs, les joueurs de billard américain ou de carambole utilisent du matériel encore plus « gros », généralement supérieur à 10 mm. 
Une queue de snooker mesure « à vide » environ 1,5 m. Toutefois, lorsque la bille blanche est particulièrement éloignée du bord de la table (ce qui n'arrive pas dans les autres formes de billard où la table est plus petite), il est possible de visser des extensions sur la queue afin de la rallonger. Dans une telle situation, le joueur utilise souvent un reposoir permettant de soutenir et guider la flèche de la queue suffisamment près de la bille blanche, à la place de sa main avant.
Il existe 3 types de reposoirs : 
- Le râteau, aussi désigné par le terme « repos » car il s'agit du reposoir le plus utilisé (plus de 95 % des cas). Il est constitué d'un bâton possédant une tête en forme de X allongé (les coins du X définissent un rectangle et non pas un carré parfait). Cette légère asymétrie permet de reposer la queue en position haute (pour des attaques pleines bille, en piqué et en coulé). Avec la queue reposée en position basse, il devient plus aisé de faire des rétro et des carreaux (stun-shots).
- L'araignée, qui possède une tête en forme d'arche, utilisée pour élever (et supporter) la queue au-dessus d'une bille.
- Le cygne est rarement utilisé, il possède un simple nez prolongé avec une fourche à l'extrémité permettant de soutenir la queue au-dessus d'un ensemble de billes rapprochées.

## Jeu de snooker
Les joueurs frappent la bille blanche à l'aide de la queue de billard. Lorsque la bille blanche percute une autre bille et que celle-ci entre dans un trou (ou poche), le joueur marque un ou plusieurs points. Cette action s'appelle empocher une bille.

### Phases de jeu

#### Placement initial des billes

Position des billes au début d'une partie de snooker

Au début d'une partie, chaque bille de couleur (jaune, verte, marron, bleue, rose, noire) est placée sur sa mouche. Les 15 billes rouges sont disposées en triangle entre la rose et la noire, le plus près possible de la rose mais sans la toucher. Les billes rouges se touchent entre elles.
Avant le premier coup, la bille blanche peut être placée n'importe où dans le D (le demi-cercle dans la baulk), néanmoins il est habituel pour les joueurs de démarrer en plaçant la bille près de la ligne de baulk, soit entre les billes marron et verte, soit entre les billes marron et jaune. Lors de la casse, le joueur doit toucher une bille rouge avec la bille de choc.
Le jeu consiste en deux phases :

#### Présence de billes rouges

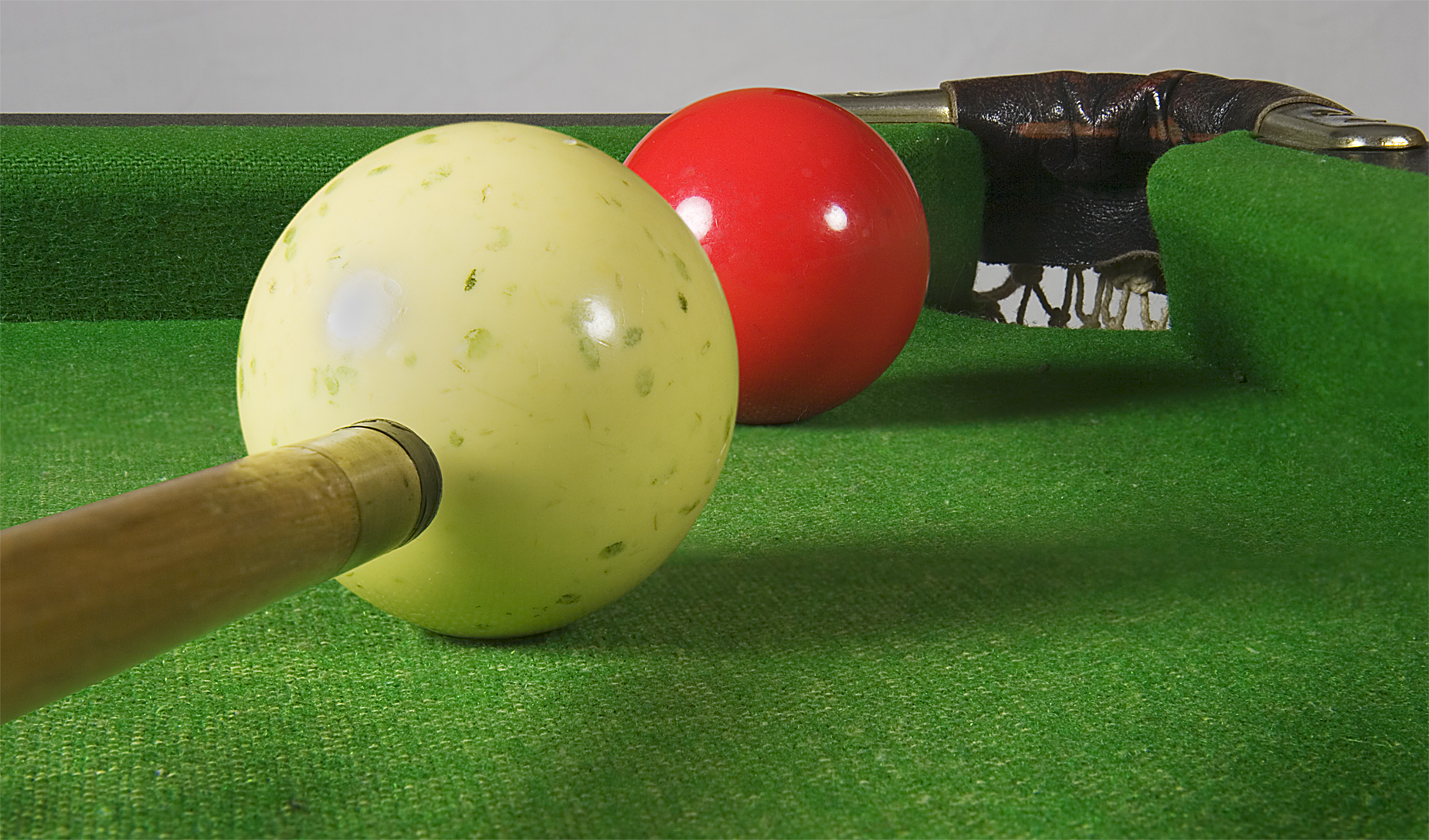
Frappe d'une bille rouge

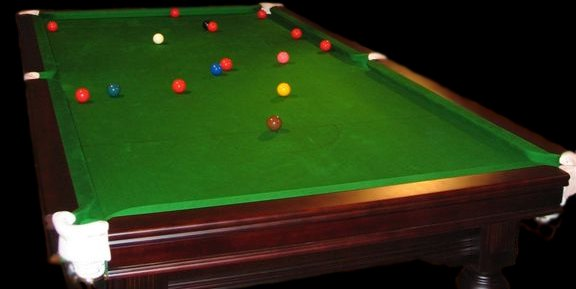
Table d'une partie en cours

Au cours de la première phase, les joueurs doivent essayer d'empocher alternativement les billes rouges et les billes de couleur au cours d'une série de coups valides. Lorsqu'une bille rouge est empochée sans faute, le joueur marque un point et la bille rouge reste dans la poche. Lorsqu'une couleur est empochée, le joueur marque le nombre de points correspondant à la valeur de la bille et celle-ci est replacée sur la table, si possible sur sa mouche, sinon sur la mouche disponible de valeur la plus élevée. Si tous les emplacements sont occupés, on place la bille de couleur sur la ligne longitudinale qui passe par sa mouche, le plus près possible de celle-ci, du côté de la bande supérieure (côté de la mouche de la noire). Pour la noire et la rose, si aucune place n'est disponible sur la ligne longitudinale entre leur mouche et la bande supérieure, la bille est replacée du côté de la bande inférieure (côté de la baulk).
Dès qu'un joueur n'empoche aucune bille à jouer ou commet une faute, sa série (break) s'interrompt et il laisse sa place à l'autre joueur, qui initie une nouvelle série, en commençant toujours par une bille rouge.
Théoriquement, les joueurs sont censés annoncer la couleur de la bille qu'ils prévoient de jouer. En pratique, le choix est souvent évident, et la couleur n'est annoncée que si deux ou plusieurs billes de couleur sont proches ou près d'une même ligne de mire.
Cette première phase du jeu — l'empochage alternatif des billes rouges et des billes de couleur — prend manifestement fin lorsqu'un joueur a empoché la dernière bille rouge et a joué une couleur à la suite de cet empochage.

#### Fermeture de la table
Quand la dernière bille rouge a été empochée (et que le joueur a ensuite joué normalement une couleur), les billes de couleur doivent être empochées dans l'ordre croissant de leur valeur : bille jaune (2 pts), puis verte (3 pts), marron (4pts), bleue (5 pts), rose (6 pts), et enfin noire (7 pts). 
Dans cette deuxième phase, les billes ne sont plus replacées sur la table (sauf lorsqu'elles sont empochées avec une faute). Lorsque cette phase débute, il n'y a donc plus que 27 points disponibles par empochage.
Le plus souvent, la partie se termine quand la dernière bille (noire) est empochée, ou quand un des joueurs abandonne.

#### Snooker (situation particulière)
Lorsqu'un joueur ne peut jouer aucune bille en direct (sans bande), il est dit snooké. En général, un snooker arrive lorsqu'une bille « off » (que l'on n'a pas le droit de toucher) est intercalée entre la blanche et la bille objet. On distingue deux types de snookers (indifférenciés au niveau du règlement) :
- Le snooker total : la bille objet est impossible à toucher en direct et sans effet.
- Le snooker partiel : la bille objet ne peut pas être touchée avec la quantité de bille souhaitée pour jouer le coup optimal.

Les snookers se produisent le plus fréquemment à deux moments :
- au début de la partie, lorsque les billes rouges sont encore assez regroupées. À ce moment, il « suffit » que la blanche finisse sa course derrière une des 3 billes du D (jaune/marron/verte) pour que le jeu soit totalement masqué pour l'adversaire.
- à la fin de la partie, lorsqu'il n'y a qu'une seule bille jouable, mais difficilement empochable, par exemple la dernière rouge ; dans ce cas, en plus des coups de défense classiques, le snooker derrière l'une des six billes de couleur peut être envisagé, et est même recherché.

Les snookers font partie intégrante du jeu, et sont récompensés par des points lorsque l'adversaire manque son coup. Ils sont à l'origine du nom de ce jeu. Dans le langage commun, « to snook » signifie « mettre en échec ». Les sorties de snooker peuvent être très spectaculaires, et sont réalisées à l'aide des bandes ou d'un « swerve shot » (trajectoire volontairement courbe de la bille lorsque l'on met beaucoup d'effet latéral).
Note : On peut se trouver exceptionnellement snooké par une bande lorsque la bille blanche est située assez loin dans l'ouverture d'un trou, derrière l'angle formé par l'une des deux "mâchoires" et la bande rectiligne.

### Fautes

#### Fautes «simples»
Une faute (en anglais : « foul ») est commise lorsqu'un coup ne respecte pas une règle. Les fautes les plus fréquentes sont :
- ne pas toucher de bille avec la bille blanche ;
- toucher en premier une bille qui n'est pas à jouer (toucher une couleur en premier lorsqu'une bille rouge devrait être touchée, ou une bille rouge quand une couleur devrait être touchée, ou une mauvaise couleur) ;
- empocher la bille blanche ;
- empocher une bille qui n'est pas à jouer (une bille rouge quand une couleur devrait être empochée, ou une couleur quand une bille rouge devrait être empochée, ou une mauvaise couleur) ;
- faire sortir une bille de la table ;
- jouer un « coup poussé » - c'est-à-dire un coup où la queue, la bille blanche et une autre bille sont en contact simultané.

Après une faute, l'adversaire a toujours le choix entre jouer le coup suivant et laisser le joueur fautif continuer à jouer.

#### Manque
Si un coup illégal a été joué en ne touchant pas une bille à jouer (bille on) en premier, et que l'arbitre pense que le joueur n'a pas fait le meilleur effort possible pour jouer un coup légal, alors l'arbitre annonce un « manque » (en anglais : « miss ») en plus de la faute (« foul and a miss »). Dans ce cas, l'adversaire du joueur fautif marque des points (pour la faute), et en plus des deux options possibles après une faute (jouer soi-même ou laisser jouer le joueur fautif), l'adversaire peut demander à l'arbitre de replacer la bille blanche dans la position initiale (et éventuellement de replacer d'autres billes qui auraient bougé), et faire rejouer le joueur fautif depuis cette position.
Cette règle sert à éviter l'anti-jeu : si un joueur joue exprès un mauvais coup, il va donner des points à son adversaire, qui va lui demander de rejouer depuis la même position. Le joueur fautif sera toujours dans la même situation de jeu et son adversaire aura gagné des points !
Dans une position difficile à jouer, il est fréquent qu'un joueur à qui l'on a demandé de rejouer depuis la même position ne réussisse pas un coup correct lors de la deuxième tentative. Son adversaire peut lui demander de recommencer plusieurs fois de suite. Ainsi, l'adversaire peut marquer 8, 12, 16 points ou plus, sans quitter sa chaise ! En pratique, cette situation se termine lorsque le joueur a réussi à effectuer un coup correct ou quand la blanche s'immobilise dans une position adéquate pour empocher une bille. L'adversaire préférera alors reprendre la main et initier une nouvelle série.

#### Bille libre

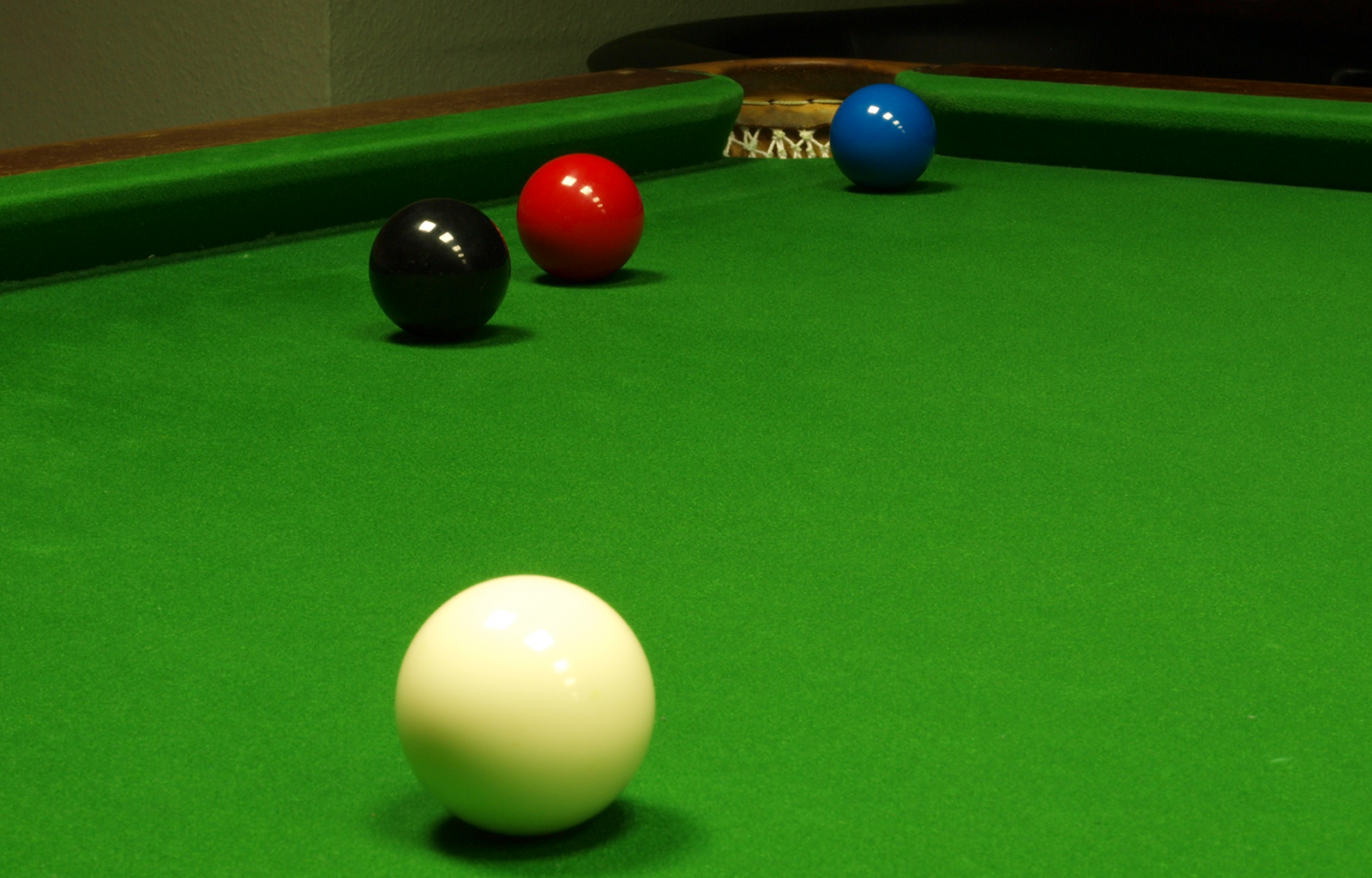
Situation de bille libre

Lorsqu'un joueur commet une faute et laisse son adversaire en position de snook (même partiel), celui-ci bénéficie d'une bille libre (free-ball).
Un joueur qui obtient une bille libre peut nommer librement une bille de couleur à la place de la bille à jouer. Pour le coup suivant, cette bille prend alors la valeur de la bille normalement à jouer. Toutefois, en tant que bille de couleur, elle est replacée si elle est empochée.
Ainsi, sur la photo ci-contre, si cette bille rouge est la dernière de la table et qu'un joueur a laissé cette situation de jeu après avoir commis une faute, son adversaire bénéficie d'une bille libre. Il peut ainsi choisir de déclarer la bille bleue comme bille libre et l'empocher pour un point. Cette bleue sera alors replacée et le joueur pourra jouer une couleur et continuer normalement sa série.

### Décompte des points
Des points sont marqués quand une bille correcte est empochée ou quand l'adversaire commet une faute. Le vainqueur est le joueur qui a marqué le plus de points à la fin de la partie.
| Couleur | Couleur | Valeur   |
| ------- | ------- | -------- |
| Rouge   |         | 1 point  |
| Jaune   |         | 2 points |
| Verte   |         | 3 points |
| Brune   |         | 4 points |
| Bleue   |         | 5 points |
| Rose    |         | 6 points |
| Noire   |         | 7 points |

#### Points marqués par empochage
Tant qu'un joueur empoche correctement des billes, il marque des points (un point pour chaque bille rouge et la valeur de la bille pour une couleur) et continue à jouer. Une série (break) est le nombre de points qu'un joueur marque lors de coups successifs lors d'un même tour de jeu.
Un half century (demi-century) est une série de 50 points ou plus. Un century est une série de 100 points ou plus.
Le score le plus haut possible lors d'une série qui peut être terminée sans pénalité est de 147 (15 suites « rouge - noire », plus les 27 points des billes de couleur lors de la fermeture de la table) et est appelé break maximum. Réaliser une telle série est exceptionnel dans la carrière d'un joueur professionnel.
Une série simple peut atteindre 155 points, si les 147 sont précédés de l'empochage d'une bille libre remplaçant une rouge (1 point) suivie de la noire (7 points) en compensation d'une faute de l'adversaire.

#### Points marqués par faute de l'adversaire
À la suite de la faute d'un joueur, son adversaire marque des points, calculés ainsi : si le maximum entre la valeur de la bille à jouer et la valeur de la bille concernée par la faute vaut 5 points ou plus, l'adversaire marque ce nombre de points ; sinon l'adversaire marque 4 points.
Si plusieurs fautes sont commises lors d'un même coup, on ne compte que la faute donnant le maximum de points à l'adversaire. Ainsi, quelle que soit la ou les faute(s), l'adversaire marque toujours entre 4 et 7 points.
Exemples : un joueur est snooké et il doit jouer sur une rouge.
- Il joue et ne touche aucune bille. Comme la bille à jouer est une rouge (1 point), l'adversaire marque 4 points.
- Il joue et touche en premier la bille jaune. La bille à jouer est une rouge (1 point), et la bille concernée par la faute est la jaune (2 points), l'adversaire marque 4 points.
- Il joue et touche en premier la bille noire. Ici, la bille concernée par la faute est la noire (7 points), l'adversaire marque 7 points.
- Il joue, touche en premier la bille bleue, puis la blanche rentre dans une poche. Ici, il y a 2 fautes : la bleue est touchée en premier (faute à 5 points), et la blanche est empochée (faute à 4 points). On ne compte que la faute la plus élevée, l'adversaire marque 5 points.

### Techniques de jeu

#### Attaques et défenses
Selon la configuration de la table, trois types de coups sont possibles.
1. Coup d'attaque : un joueur fait une attaque sur une bille lorsqu'il joue en tentant d'empocher cette bille. Il essaie aussi de replacer la bille blanche à un endroit favorable pour jouer la bille suivante.
2. Coup de défense : un tel type de coup est utilisé lorsque l'empochage d'une bille est trop aléatoire. Dans ce cas, l'objectif du joueur est de replacer la bille blanche dans une position inconfortable pour son adversaire (en snook si possible). Ainsi, lors de l'ouverture, la position des billes rouges est telle que l'empochage d'une rouge serait totalement fortuit. Les joueurs effectuent donc un coup de défense lors de ce coup (voir vidéo : aucune bille n'est empochée et la blanche est replacée loin des rouges).
3. Attaque-défense : une attaque-défense contient les caractéristiques d'un coup d'attaque et d'un coup de défense : le joueur tente l'empochage d'une bille et replace la blanche dans une position difficile, au cas où la bille objet ne serait pas empochée.

#### Effets utilisés

Effets obtenus en fonction du point d'impact de la queue sur la bille.

Afin de replacer la bille blanche dans une position précise (pour faciliter son coup suivant ou rendre le coup plus difficile à son adversaire), les joueurs utilisent des effets obtenus en frappant la bille blanche en un point autre que le centre de la bille (coup naturel). Il existe 3 effets de base (joués avec la queue horizontale) :
- Le coulé (en frappant la bille blanche au-dessus du centre), afin que la bille continue d'avancer après avoir frappé une autre bille.
- Le rétro (en frappant la bille blanche en dessous du centre), pour que la bille de choc s'arrête après avoir frappé une autre bille ou recule. Ainsi, un effet rétro important permet de faire reculer la bille blanche de plusieurs mètres après avoir heurté une bille objet (screw). En revanche, un carreau (stun shot) est un coup joué avec un effet rétro léger, pour que la bille de choc s'immobilise dès le contact avec la bille objet.
- Les effets latéraux (side) permettent essentiellement de contrôler l'angle de rebond de la bille blanche sur la bande. Ils peuvent servir à créer également un effet contraire sur la bille objet (pouvant faciliter l'empoche).

Pour augmenter la puissance de l'effet rétro, il existe des techniques qui, associés à des effets latéraux, permettent d'infléchir la trajectoire de la bille d'impact (swerve) :
- Le piqué : La queue attaque la bille blanche avec un angle compris entre l'horizontale et la verticale
- Le massé (joué avec la queue en position verticale) permet de donner une trajectoire courbe à la bille. Cet effet est principalement utilisé pour échapper à un snook.

### Arbitrage
L'arbitre positionne les billes sur la table avant le début d'une manche. Il annonce les points marqués par un joueur après chaque coup au cours d'une série et replace les billes de couleur empochées, ainsi que les billes déplacées en cas de manque. Il annonce les fautes qui ont été commises et les points marqués alors par l'adversaire, mais ne prévient pas un joueur qu'il risque de commettre une faute. Il annonce les manques et les billes libres lors d'une faute. Il peut aussi nettoyer une bille (généralement la bille blanche) lorsqu'un joueur le lui demande.

## Tournois
Une saison de snooker débute en principe au mois de mai juste après le championnat du monde pour se conclure au mois de mai de l'année suivante avec comme dernier tournoi le plus important d'entre eux, le championnat du monde.

### Championnat du monde

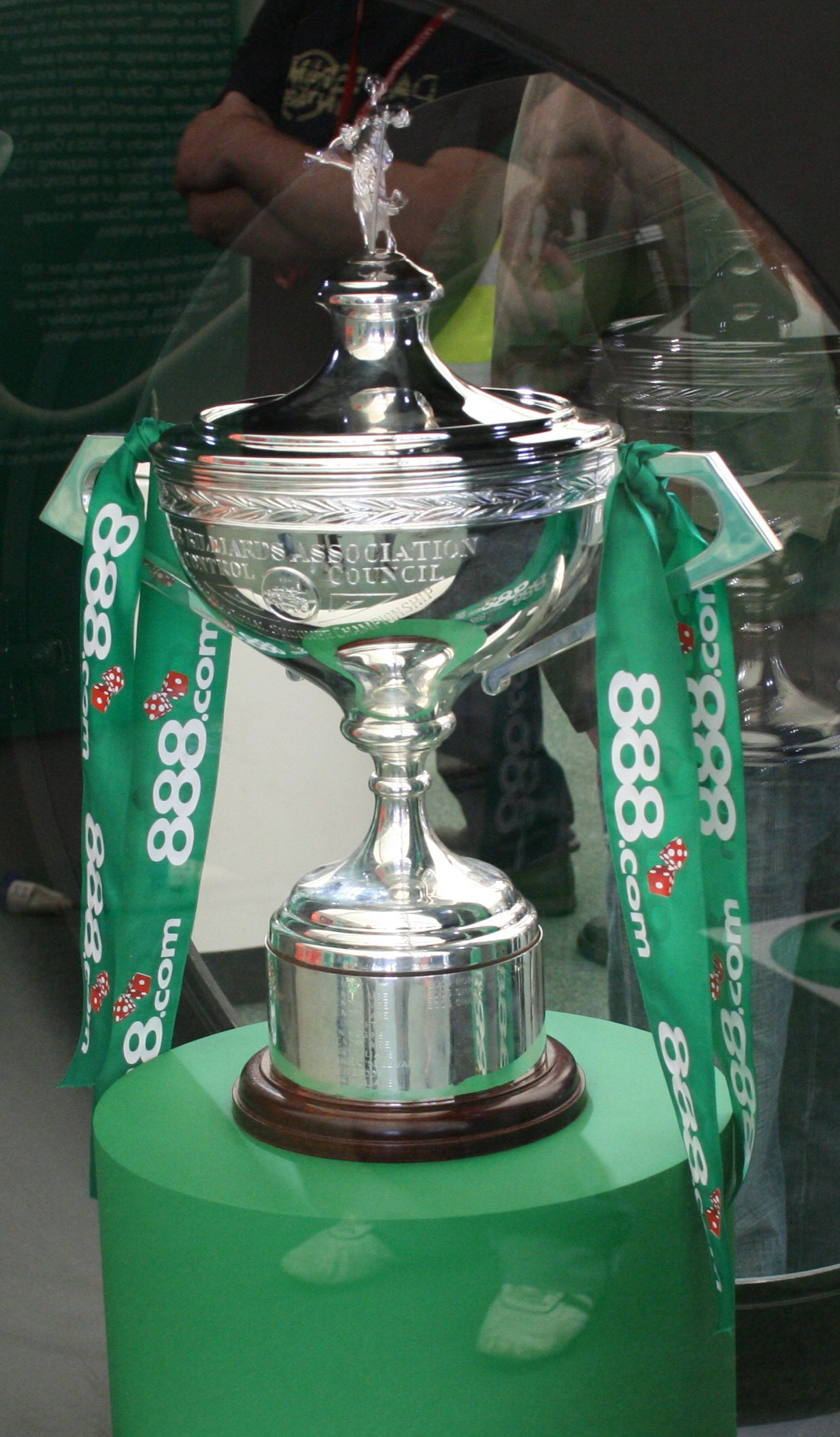
Trophée du championnat du monde.

L'événement le plus important dans le monde du snooker professionnel est le championnat du monde, tenu chaque année depuis 1927. Le tournoi s'est établi au Crucible Theatre à Sheffield (Angleterre) depuis 1977. En 2005, il fut décidé de prolonger le contrat avec le Crucible Theatre pour 5 ans.

### Tournois de classement
Les groupes de tournois suivants, par ordre d'importance, sont les tournois de classement. Les joueurs dans ces tournois marquent des points de classement mondial (tournois dit ranking). Un haut rang de classement assure la qualification pour les tournois de l'année suivante, les invitations pour les tournois de gala et une position avantageuse dans les tournois.
Parmi les tournois de classement, on peut citer le championnat du Royaume-Uni ou la coupe de Malte.

### Tournois de gala
Les tournois de gala, sont moins importants. La plupart des meilleurs joueurs classés y sont invités. Le plus important tournoi dans cette catégorie est le Dafabet Masters.

## Savoir-vivre et fair-play des joueurs
Le snooker est un sport réputé pour sa tenue assez stricte et sa tradition de fair-play. Selon les règles de bonne conduite, les joueurs se comportent en gentlemen. Ainsi, ils se serrent la main ainsi que celle de l'arbitre avant et après le match en se souhaitant bonne chance. La plupart des joueurs font preuve de fair-play, par exemple en signalant leurs fautes lorsque l'arbitre ne les a pas vues.
Dans la plupart des compétitions et des tournois s'appliquent également des règles vestimentaires assez strictes. Les joueurs doivent être vêtus d'une chemise convenable, d'un gilet sans manches, d'un pantalon noir et de chaussures soignées. Le nœud papillon (ou la cravate) est également souvent obligatoire.
Ces dernières années, les règles de conduite et la tradition ont été appliquées moins strictement, entre autres pour attirer davantage de jeunes joueurs. Certains joueurs ne portent par exemple plus de nœud papillon.